# ドン・パノス

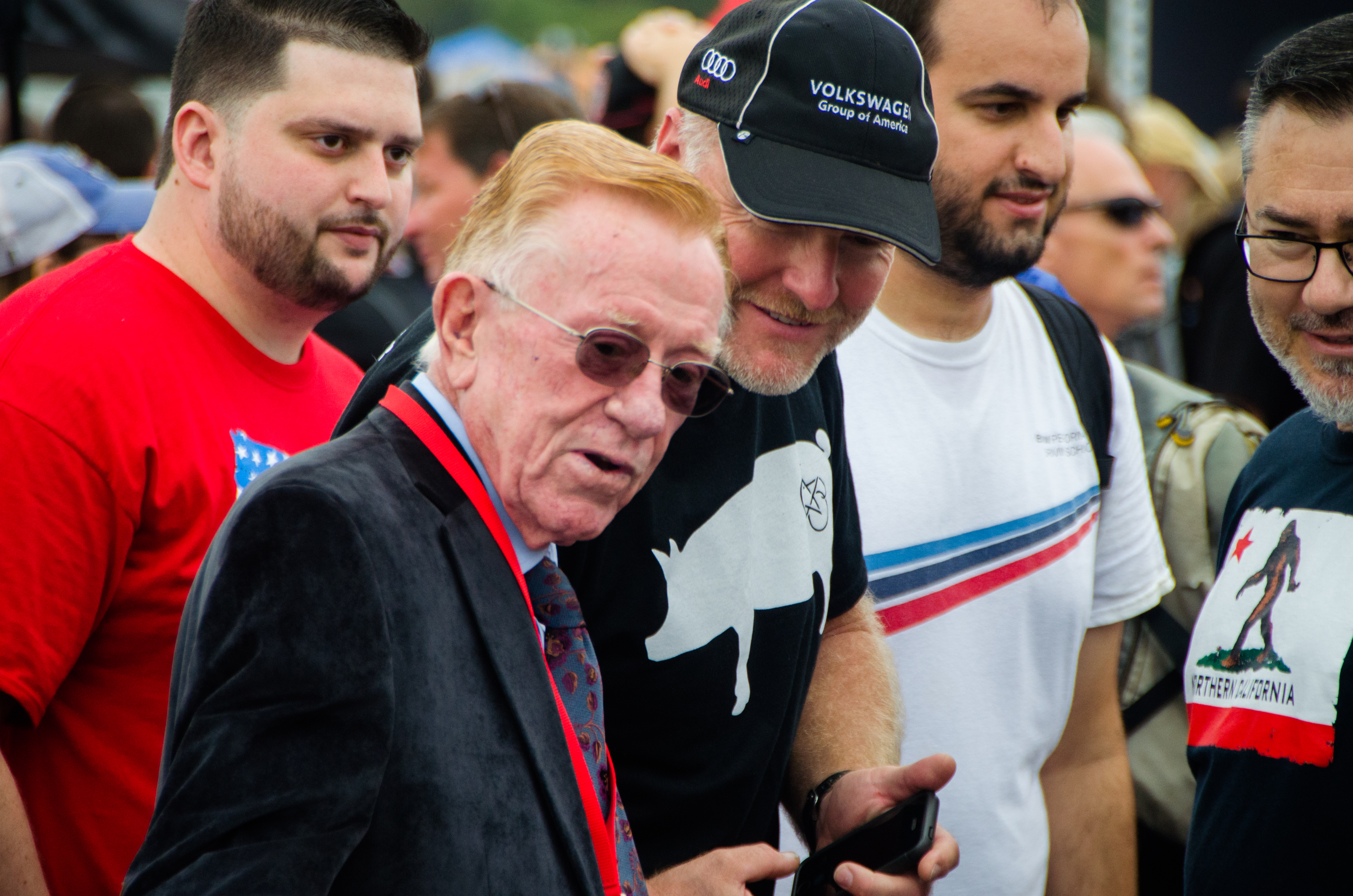
2017年プチ・ル・マンにて

ドン・パノス（Don Panoz、本名:ドナルド・ペイノーズ（Dr. Donald Panoz）、1935年2月13日 - 2018年9月12日）は、アメリカ合衆国の企業家。IMSA会長、名誉副会長を務めた。
米国の後発医薬品（ジェネリック医薬品）製薬大手のマイランの共同創業者の一人であり、退社後はアメリカン・ル・マン・シリーズ(ALMS)の創設、息子のダニエル・パノスが創業したスポーツカーメーカー・パノスへの出資など、米国のモータースポーツ界に多大な貢献をしている。

## 生い立ち
1935年2月13日、イタリアからの移民二世としてオハイオ州アライアンス(Alliance)に生まれた。
ウェストバージニア州ルイスバーグ(Lewisburg)のグリーンブライヤー・ミリタリースクール(Greenbrier Military School)に通い、後の妻ナンシーと出会う。二人はその後、ともに在日米軍での勤務を経て、ピッツバーグに帰国した。

## 実業家として
帰国後、まずはデュケイン大学で経営を学ぶ傍ら、2件のドラッグストアを運営した。
1960年、ミラン・パスカーと共同でミラン・ファーマシューティカルズ（Milan Pharmaceuticals、のちのマイラン）を創立し、経営の陣頭指揮を執るとともに、ニコチンパッチの開発・商品化にあたった。
しかし、ニコチンパッチをめぐる社内の対立に巻き込まれ、1969年にマイランを退社すると、やはり彼が創業したエラン(Élan)社のあるアイルランドに移住した。
パノス夫妻はその会社をニコチンパッチのリーディング・カンパニーに育て上げた。
その他、ワイナリーやスパリゾートなどの経営にも乗り出し、巨万の富を築き上げた。

## モータースポーツ界への貢献
1989年、ドンは息子のダン・パノスが自動車メーカー・パノスを創業するのにあたり、資金提供した。当初ドンは息子の会社の成功に懐疑的であったとされた。しかし、自らのレーシングチームをル・マン24時間レースに参戦させ、マリオ・アンドレッティのようにモータースポーツ界で名声を得たい、という野望のため、ドンはビジネス界で築いた地位を存分に生かし活動した。
パノス・モータースポーツは1997年にパノス・エスペラント GTR-1を製造してル・マンに参戦を果たした。
1999年、パノスはヨーロッパスタイルのカーレースをアメリカに普及させることを目指し、アメリカン・ル・マン・シリーズを創設した。

## 死去
2018年9月12日、膵臓癌のため死去。83歳没。

## かつて所有した企業・資産など
- モスポート・インターナショナル・レースウェイ - カナディアン モータースポーツ ベンチャーズ (CMV)に売却[2]。
- ロード・アトランタ - NASCAR(IMSA Holdings, LLC)に売却。
- セブリング・インターナショナル・レースウェイ - NASCAR(IMSA Holdings, LLC)に売却。